# Christian Wonka
Christian Wonka (* 1969 in Neumarkt in der Oberpfalz) ist ein deutscher Koch.

## Werdegang
Nach der Ausbildung am Schliersee wechselte er zum Hotel im Wasserturm in Köln. in den 1990er Jahren kochte er bei Andree Köthe im Restaurant Essigbrätlein in Nürnberg.
Im November 2000 eröffnete Wonka das Restaurant Wonka in Nürnberg, mit seiner Frau und Geschäftspartner Andree Köthe. Köthe ist bis heute Geschäftspartner. 2024 wurde das Restaurant mit einem Michelinstern ausgezeichnet.

## Auszeichnungen
- 2024: Ein Michelinstern für das Restaurant Wonka in Nürnberg